# Cinemascore
Cinemascore – amerykańska firma zajmująca się badaniami rynku, której obszarem zainteresowania jest głównie rodzimy przemysł filmowy. Założona w 1979 roku przez Eda Mintza, absolwenta wydziału matematycznego University of Wisconsin-Madison, zawiedzionego tym, że nie spodobał mu się film, o którym pozytywnie wypowiadali się krytycy filmowi. Po tym wydarzeniu postanowił wykorzystać swoje umiejętności informatyczne i matematyczne do opracowania systemu oceniania filmów na podstawie opinii zwykłych widzów, a nie recenzentów. Początkowo Mintz publikował wyniki ankiet w lokalnej prasie i radiu, ale po tym, jak w 1989 roku zainteresowała się nimi wytwórnia 20th Century Fox, zaczął odsprzedawać je studiom filmowym.

## Metodologia
Cinemascore przeprowadza ankiety wśród widzów wybierających się na premierowe seanse filmów, prosząc o ich ocenę i opinię o nich. Na podstawie uzyskanych odpowiedzi firma próbuje oszacować, jaka będzie popularność filmu i jaki końcowy wynik osiągnie on w box offisie. Żeby zachować odpowiednią próbę z reguły oceniane są tylko nowości wyświetlane na co najmniej tysiącu pięciuset ekranach. Dystrybutorzy filmów wyświetlanych w mniejszej liczbie sal mogą zamówić u Cinemascore’u prywatną ankietę, której wyniki nie są zamieszczane na stronie internetowej firmy, a przekazywane bezpośrednio zleceniodawcy, ten może jednak wykorzystać je chociażby do promocji filmu. Poza badaniem odbioru filmów przez widzów firma przeprowadza też sondaże na zlecenie browaru Anheuser-Busch oraz na temat lokowania produktów i kasyn w Las Vegas.
W piętnastu większych miastach Ameryki Północnej (m.in. Las Vegas, Los Angeles, San Diego, Denver, Milwaukee, St. Louis, Dallas, Atlanta, Tampa, Phoenix i Coral Springs) działa od trzydziestu pięciu do czterdziestu pięciu zespołów Cinemascore’u, których członkowie co piątek w pięciu przypadkowych lokalizacjach wręczają blankiety widzom wybierającym się na nowości kinowe (od czterystu do pięciuset na każdy film), prosząc o ich wypełnienie i zwrócenie po seansie. Widzowie podają swój wiek, płeć i ocenę obejrzanego filmu oraz odpowiadają na pytania, czy kupili lub wypożyczyliby go na DVD/Blu-rayu, dlaczego wybrali się na niego do kina i czy w ich opinii był promowany we właściwy sposób. Cinemascore podaje, że zakłada margines błędu w okolicach sześciu procent, a dla każdego analizowanego filmu otrzymuje średnio czterysta poprawnie wypełnionych blankietów, na podstawie czego firma szacuje około sześćdziesięciopięcioprocentowy wskaźnik realizacji.
Po zebraniu blankietów firma analizuje udzielone odpowiedzi, dzieląc je m.in. ze względu na płeć czy grupę wiekową (poniżej 21 lat, 21–34 lata, 35 lat i więcej) ankietowanych. Na swojej stronie internetowej i w mediach społecznościowych Cinemascore z reguły podaje tylko średnią ocenę filmu, a wytwórnie filmowe i inni prenumeratorzy otrzymują bardziej szczegółową prognozę.

## Oceny
Widzowie ankietowani przez Cinemascore oceniają filmy według amerykańskiej skali szkolnej, gdzie najwyższą oceną jest „A+”, a najniższą „F-”. W latach 2004–2014 końcowy zarobek filmów z oceną „A+” i „A” stanowił od 3,6-krotności do 4,8-krotności dochodów wygenerowanych w premierowy weekend, a w przypadku ocenionych na „C” wskaźnik wynosił 2,5. Mintz zauważył, że w przypadku niektórych aktorów reguła ta niekoniecznie musi się sprawdzić, ponieważ „nawet gdyby wystąpili w nie wiadomo jak złym filmie”, to ze względu na swoją popularność mogą przyciągnąć do kin większą liczbę widzów, co wymusza zawyżenie prognoz. Jako przykład podał Leonarda DiCapria i Toma Cruise’a oraz filmy z ich udziałem: Wyspa tajemnic z DiCapriem, pomimo oceny „C+”, zarobiła w sumie 3,1-krotność tego, co w pierwszy weekend, a Vanilla Sky z Cruise’em („D”) – czterokrotność.
Według redaktora portalu internetowego Vulture ocenę „F” otrzymują głównie horrory i „pseudoambitne” filmy uznanych twórców, a od 1979 roku do września 2022 przyznano ją w sumie dwudziestu jeden filmom, w tym chociażby Solaris (2002) Stevena Soderbergha i mother! (2017) Darrena Aronofsky'ego. Ocenę „A” do 2024 otrzymało sto osiemnaście filmów, m.in. Terminator 2: Dzień sądu (1991) Jamesa Camerona, Władca pierścieni: Powrót króla (2003) Petera Jacksona czy Operacja „Argo” (2012) Bena Afflecka.
Na podstawie otrzymanej uzyskanej od Cinemascore’u analizy i oceny wytwórnie mogą wstępnie zweryfikować chociażby to, czy przed premierą filmu prawidłowo oszacowały końcowy przychód z jego wyświetlania. Dzięki podziałowi z uwzględnieniem na płeć czy wiek dystrybutor może przeanalizować, jak film odbierany jest w poszczególnych grupach demograficznych. W przypadku pozytywnego odbioru w grupie, którą wskazano jako docelowa, zwiększa się prawdopodobieństwo, że jej przedstawiciele będą polecać film innym, napędzając jednocześnie sprzedaż biletów. Jeżeli odbiór jest rozbieżny z oczekiwanym, wytwórnia w celu zminimalizowania strat finansowych może chociażby zmienić strategię marketingową i zacząć promować film wśród tej grupy, która oceniła go najlepiej, chociaż początkowo nie zakładano, że będzie nim zainteresowana.

## Odbiór i skuteczność
Według Martina Scorsesego działalność Cinemascore’u czy agregatorów recenzji takich jak Rotten Tomatoes opiera się na „brutalnym osądzaniu” skutkującym znacznie surowszym ocenianiem filmów o sprowadzaniem filmowców do roli „wytwórców treści", a widzów – „beznamiętnych [tych treści] pochłaniaczy”. Mintz nie zgodził się z tą opinią i bronił stosowanej przez CinemaScore metodologii, wskazując, że opiera się ona na informacjach pochodzących bezpośrednio od grupy, która ostatecznie decyduje o sukcesie filmu – nie zaś recenzentów, których oceny często nie pokrywają się odczuciami widzów, a ich wysoka ocena niekoniecznie przekłada się na sukces finansowy – a opracowywane przez firmę prognozy w większości przypadków znajdują potwierdzenie w wysokości przychodów z box office’u
Cinemascore nie ocenia jakości artystycznej czy technicznej filmów, a potencjał na to, czy spodobają się widzom z grup demograficznych wytypowanych przez wytwórnie jako docelowi odbiorcy. Według „Los Angeles Times” prognozy spodziewanych zysków opracowywane przez firmę są „zaskakująco dokładne”, a „większość mieści się w granicach spodziewanego błędu”. W 2009 Cinemascore przewidziało np., że Kac Vegas będzie nieoczekiwanym sukcesem, a typowany jako kasowy hit Zaginiony ląd porażką. Hollywoodzcy decydenci nie są zgodni odnośnie do skuteczności prognoz Cinemascore’u. Według Roba Moore’a, byłego kierownika z Paramount Pictures, Mintz „bezbłędnie odczytywał to, co myślą widzowie”. Jeff Goldstein z Warner Bros. uznał analizy firmy za „kluczowe dla przemysłu rozrywkowego”, a Dan Fellman – inny przedstawiciel tego studia – przyznał, że wobec jej działalności Warner Bros. zaprzestało przeprowadzać sondaże typu exit poll we własnym zakresie. W wywiadzie dla portalu internetowego Deadline Hollywood wypowiadający się anonimowo kierownik ds. dystrybucji w jednej z wytwórni stwierdził, że prognozy Cinemascore’u „nie zawsze się sprawdzają, ale są stosunkowo dobrym wyznacznikiem, na którym można polegać”. Według dziennikarki „The Hollywood Reporter” nieujawnieni z imienia i nazwiska przedstawiciele Hollywoodu za lepsze i bardziej wiarygodne źródło mają uważać konkurencyjne względem Cinemascore'u rozwiązanie w postaci PostTraku.